# 1996年马来西亚停电事件
1996年马来西亚停电事件发生于1996年8月3日星期六下午5点17分，整个马来半岛陷入黑暗超过12个小时 。此事件为马来西亚历史上最严重的停电事故之一，也是继1992年之后发生的第二起类似事件。

## 事发过程
这起事件发生在1996年8月3日，即国家电力公司（LLN）被私有化成为国家能源公司（TNB）六年后。这是继4年前的1992年9月29日类似事件发生后的第二次全国停电事件。事发原因是因为登嘉楼帕卡（Paka）苏丹依斯迈发电站附近的一条输电线路损坏，导致马来半岛所有的发电站都受影响。吉隆坡、雪兰莪、柔佛和槟城等主要城市陷入混乱，导致公众日常活动和交通系统受阻。电力在隔天早上9点30分恢复，停电持续了15个小时。国能发言人Syed Hidzam Osman表示，周日早上已成功恢复了95％的电力供应。
据马来西亚制造商联合会（FMM）进行的估算，当天制造商所遭受的损失估计达1.23亿令吉。国能本身必须承担损失达1360万令吉，并额外支付1000万令吉用于修复设备损坏。因此，政府已批准引入五台发电机加入电力发电业务，以避免再发生类似事件。由于这次事件的影响，国能在吉隆坡证券交易所的主要股票从每股45仙急剧下跌至9.75令吉。

## 后果
马来半岛的停电导致了许多原定在事件当天举行的活动被推迟。受到影响的活动包括：
- 首相马哈迪·莫哈末原定将出席的国大党政治晚宴[6][10]。
- 马来西亚足总杯（FA Cup）决赛，原计划在国家体育馆举行的砂拉越队对吉打队的比赛。后来被推迟到第二天，即8月4日才举行[6][14]。
- 原计划由槟城首席部长许子根主持的民政党妇女组位于光大大厦举行的会议[6]。
- 在国家体育馆举行的音乐会，尽管在黑暗中举行，但仍成功举办[15]。

由于停电，马来亚铁道通勤铁路服务停止，电动火车必须改用柴油火车牵引，而吉隆坡医院则使用私人发电机。事件发生后，由于交通拥堵，有报道称发生了三起小型事故。另外，马六甲丹绒吉宁的丹绒布鲁士港运营受到停电的影响。然而，停电并未影响苏丹阿都阿兹沙机场的运营，尽管报道称一些航班延误。
作为此次事件的结果，国能已与东京电力进行了合作研究，以开发受控岛屿计划，以避免系统崩溃，并确保对吉隆坡大都会和多媒体超级走廊的持续供应。岛屿计划基本上将成为在所有常规紧急措施如低频率载荷倾倒之后的“最后一道防线”。国能为停电所带来的困扰向公众道歉，并表示欢迎政府采取任何调查措施。
2019年12月31日，即该事件发生23年后，苏丹依斯迈发电站在为国家供电33年后正式结束运营。

### 死亡案例
停电还导致了一起死亡案件。在霹雳州北部，4名儿童（2男2女）因在家中使用蜡烛而引发的火灾中烧伤身亡。消防队员依斯迈·尤索夫（Ismail Yusoff）表示，在消防部门接到报警后，两层木制住宅的楼上着火了。交通警察报告称全国范围内发生了236起交通事故，至少有3人死于道路交通事故。

## 政府回应
首相马哈迪·莫哈末表示，政府将考虑建立第二个国家电网和去中心化的电力分配中心，以确保全国范围内的停电不再发生。他同时对全面停电表示哀悼，并补充说，国能没有从以前的经验中吸取教训来改进国家电力供应的管理。国内贸易与消费人事务部长阿布哈山奥玛建议国能建立全国并行电网，以避免全马来半岛再停电。能源、电信和邮政部长廖莫宜表示，他还不知道停电的原因，并回应说：“让我先调查一下。”他还补充说，大约5760兆瓦的电力容量已经丧失，并提到：“目前，我们不知道原因...我们主要的担忧是尝试恢复电力。”国际贸易与工业部长拉菲达·阿兹表示，政府敦促国能制定全面指导方针，以使本地工业能够避免由停电故障造成的不良影响。槟城首席部长许子根敦促国能研究一些类型的机制，以减轻发电厂故障的影响。